# Пражская консерватория
Пражская консерватория (чеш. Pražská konzervatoř) — чешское учебное заведение, расположенное в городе Прага. Предоставляет средне-специальное образование в музыке и актерском мастерстве, длящееся четыре или шесть лет обучения.
Пражская консерватория имеет собственный барочный, симфонический и струнный оркестр, также есть камерные коллективы, оперная и драматическая труппа. Консерваторией регулярно проводятся концерты и театральные представления.

## История
Была учреждена в 1808 году по образцу Парижской и Миланской, став, таким образом, первой консерваторией в Восточной Европе. Декларацию об учреждении консерватории подписали 25 апреля 1808 года восемь родовитых чешских аристократов — любителей музыки, обязавшись содержать консерваторию в течение первых шести лет и обратившись к согражданам с призывом поддержать новый проект денежными взносами. Занятия начались 24 апреля 1811 года, с трёхлетней задержкой, связанной с наполеоновскими войнами. В 1815 году состоялся первый выпуск, в числе 12 выпускников были известный в дальнейшем композитор Ян Вацлав Каливода и кларнетист Франтишек Блатт.
Первоначально обучение затрагивало только инструменталистов, в 1817 году открылся вокальный класс. Расцвет консерватории пришёлся на рубеж XIX—XX веков, особенно после того, как в 1885 году занятия стали проходить в новопостроенном Рудольфинуме, а в 1890 году в состав консерватории влилась авторитетная Пражская школа органистов. В 1918 году, с обретением Чехословакией независимости, консерватория была национализирована, и в её работе возникли определённые сложности, связанные как с утратой Рудольфинума (где теперь заседал парламент), так и с общей тенденцией к раздельной культурной жизни двух основных наций страны — чехов и немцев, в силу действия которой в 1920 году из состава консерватории выделилась особая Немецкая академия музыки и театра в Праге. Зато в 1919 году в составе консерватории открылось отделение драматического исполнительства.
После Второй мировой войны Пражская консерватория была реорганизована: действовавшая в её составе с 1919 года «ма́стерская школа» (чеш. Mistrovská škola pražské konzervatoře) в 1946 году была преобразована в самостоятельную Академию музыкального искусства. Одновременно в составе консерватории открылось отделение танца (отделилось в самостоятельное учебное заведение в 1980 году). Таким образом, современная Пражская консерватория, в отличие от довоенной, даёт не высшее, а средне-специальное музыкальное образование.

## Обучение
В Пражской консерватории ведется преподавание специализированных предметов следующих отделений: композиторское искусство, дирижирование, фортепиано, орган и клавесин, классическое пение, струнные инструменты, деревянные духовые инструменты, медные духовые инструменты, ударные, аккордеон, гитара, музыкально-драматическое отделение, отделение популярной музыки. Также преподаются такие предметы как общее фортепиано, теория музыки, хор, чешский язык и литература, иностранные языки, всемирная история, обществоведение, информатика, физкультура.
Обучение предоставляемое в дневной, очной форме длится 6 лет, является бесплатным и ведется на чешском языке. Иностранные студенты также учатся на чешском языке (требуются способность понять задания, вопросы членов комиссии, возможность изъясняться на чешском языке).

## Руководители консерватории
- Дионис Вебер (1811—1842)
- Ян Бедржих Китль (1843—1864)
- Йозеф Крейчи (1866—1881)
- Антонин Бенневиц (1882—1901)
- Антонин Дворжак (1901—1904)
- Карел Книтль (1904—1907)
- Индржих Каан фон Альбест (1907—1918)
- Витезслав Новак (1919—1922)
- Йозеф Богуслав Фёрстер (1922—1923)
- Карел Хофмайстер (1923—1924)
- Йозеф Сук (1924—1926)
- Карел Гофман (1926—1927)
- Витезслав Новак (1927—1928)
- Йозеф Богуслав Фёрстер (1928—1930)
- Карел Хофмайстер (1930—1933)
- Йозеф Сук (1933—1935)
- Карел Хофмайстер (1935—1936)
- Вилем Курц (1936—1937)
- Карел Хофмайстер (1937—1938)
- Вилем Курц (1938—1939)
- Ярослав Кржичка (1943—1945)
- Вацлав Гольцкнехт (1946—1970)
- Павел Троян (с 2004 г.)

## Известные преподаватели
- Август Вильгельм Амброз
- Бендль, Карел
- Гануш Виган
- Алоис Габа
- Отокар Гостинский
- Мориц Мильднер
- Франтишек Ондржичек
- Фридрих Вильгельм Пиксис
- Отакар Шевчик
- Отакар Шин

## Известные студенты
- Ивана Андрлова
- Владислав Алоиз
- Генрих де Ана
- Карел Анчерл
- Павел Борковец
- Милош Вацек
- Карел Гофман
- Ян Гржимали
- Вацлав Добиаш
- Йово Иванишевич
- Ярослав Ежек
- Ян Каливода
- Вильгельм Кинцль
- Гидеон Кляйн
- Петар Конёвич
- Рафаэль Кубелик
- Фердинанд Лауб
- Франц Легар
- Богуслав Мартину
- Оскар Недбал
- Витезслав Новак
- Вацлав Нойман
- Франтишек Ондржичек
- Иво Пешак
- Ваша Пржигода
- Вацлав Снитил
- Йозеф Сук
- Вацлав Талих
- Алоиз Таукс
- Карл Халир
- Отакар Шевчик
- Витезслава Капралова
- Карел Готт
- Хаджиев, Тодор
- Олдрих Флосман